# Motion design
Motion design, design em movimento ou motion graphics englobam gráficos em movimento no espaço da tela e no tempo. Diferentemente das animações tradicionais, que remontam ao desenho quadro a quadro 2D da Disney, o motion graphics usa prioritariamente formas geométricas, ícones, textos e ilustrações – e, para animação, ao invés dos milhares de desenhos, são feitas marcações em pontos, contornos ou objetos inteiros, para que se movam na tela ao longo de um intervalo: os Quadro-chaves.
O motion design é uma técnica flexível e criativa que pode ser aplicada em uma ampla gama de formatos e indústrias. É uma ferramenta poderosa para a comunicação visual, permitindo que as marcas e empresas transmitam sua mensagem de forma clara e envolvente.

## Origem
O motion design é uma técnica de animação que surgiu no final da década de 1960, com a evolução da tecnologia da computação gráfica. Naquela época, as animações eram produzidas manualmente, quadro a quadro, em um processo demorado e caro. Com o surgimento dos primeiros computadores capazes de processar gráficos, tornou-se possível criar animações de forma mais rápida e econômica.
O primeiro exemplo de animação por computador conhecido foi criado em 1963 por um grupo de pesquisadores do MIT. A animação, chamada "The Hummingbird", mostrava um pássaro voando em diferentes posições e foi criada usando um computador IBM 7094. Embora essa animação seja considerada um marco na história da animação por computador, ela não foi criada com o objetivo de ser usada em produções comerciais.
Foi somente na década de 1980, com o surgimento do computador pessoal e o desenvolvimento de softwares específicos para animação, que o motion design começou a ser amplamente utilizado na indústria de design e publicidade. A partir daí, a técnica evoluiu rapidamente, acompanhando a evolução tecnológica dos computadores e a popularização da internet.

## Exemplos
Exemplos incluem a tipografia animada (ou tipografia cinética) e elementos gráficos vistos em títulos de filmes, ou genéricos/vinhetas de abertura para televisão ou ficção, baseados em animação. Cerca de 12 minutos em cada hora de televisão são trabalho de um designer de animação, no entanto esta é conhecida como a arte invisível, uma vez que muitos espetadores não se apercebem deste componente na programação televisiva ou cinematográfica. Embora esta forma de arte exista há várias décadas, é nos últimos anos que se verifica uma grande evolução tecnológica em termos de sofisticação técnica. Quem assista a muita televisão ou veja muitos filmes, notará que os grafismos, a tipografia e os efeitos visuais deste meio têm-se tornado muito mais elaborados e sofisticados.

Um exemplo específico de motion design é a abertura do filme "Guardiões da Galáxia" (2014), produzido pela Marvel Studios. A abertura foi criada pelo estúdio de design Perception e combina elementos gráficos e tipográficos em movimento com uma trilha sonora animada, criando uma sequência visualmente impactante que ajuda a definir a estética e o tom do filme. Na abertura, vemos as palavras "Guardiões da Galáxia" em uma tipografia inspirada nos anos 80, com um efeito de distorção e movimento que sugere uma sensação de espaço e movimento. À medida que a trilha sonora começa, vemos imagens de estrelas, planetas e naves espaciais em movimento, criando uma sensação de aventura e exploração. A abertura é uma mistura de animação 2D e 3D, com elementos que se movem em diferentes profundidades e planos, criando uma sensação de profundidade e imersão. A combinação de elementos gráficos em movimento com uma trilha sonora animada cria uma experiência audiovisual envolvente e emocionante que ajuda a definir o tom do filme e a capturar a atenção do espectador desde o início.

## Produtos de Motion Design
- Explainer videos
- Animação de logos
- Motion UI
- Open Titles
- Publicidade e promocionais
- Gráficos de Apoio
- Infográficos animados
- Clipes musicais

### Explainer videos
São utilizados para facilitar o entendimento de um conceito, produto, ideia ou acontecimento. Seu uso é predominantemente expositivo. Os exemplos vão desde os vídeos dos canais Kurzgesagt e Vox, até campanhas de conscientização, como o spot encomendado pelo Departamento de Saúde de Virginia para incentivar a população a aderir à vacinação contra a COVID-19.
Também pode ser utilizado para apresentar as ferramentas de um aplicativo ou orientar os participantes de um evento sobre seu funcionamento.
É comum em produtos multimídia, como em documentários como Cosmos ou os do Canal Nostalgia.

### Motion UI
Animação de interfaces de aplicativos. Seu uso facilita e agiliza o entendimento do usuário por ajudar a clarificar mudanças na tela, como "de onde determinado menu veio" ou "o que tal botão faz". Também reforça a confirmação de uma ação, como "animações de curtidas", e comunicam coisas do tipo "a interface está sendo carregada". Pode ocorrer real-time (respondendo à ação do usuário enquanto a executa) ou non-real-time (sendo uma resposta posterior).
Aqui, estão inclusas as animações de HUDs, que podem tanto servir para interfaces reais, quanto para fins narrativos em um produto audiovisual. São aplicadas também em VR. Tutoriais interativos que aparecem quando um usuário acessa um aplicativo pela primeira vez também se incluem aqui.

### Gráficos de apoio
Nesta categoria estão inclusas as lower thirds, identificações e descrições que aparecem em jornais, programas televisivos e outros. Incluem quaisquer gráficos animados que são utilizados em produções audiovisuais para preencher espaço de tela, servir como demonstrações visuais ou conversar com ideias que estão sendo apresentadas. Exemplo é quando o nome de um conceito surge em uma video aula, ou um cronômetro é sobreposto em um vídeo de workout.

### Infográficos animados
Podem estar presentes em explainer videos, mas não necessariamente. São usados, por exemplo, em telejornais, ao falar de previsão do tempo ou economia. Também em documentários, quando gráficos de dados são utilizados.
Não há um consenso quanto à necessidade de se diferenciar infográficos animados de explainer vídeos, mas uma forma de pensar essa diferenciação é considerar os infográficos animados com uma linguagem verbal escrita muito mais presente e animações mais objetivas.

## Tecnologia
O desenvolvimento desta forma de arte é em grande parte devido às melhorias tecnológicas. Os programas de computador para a indústria de cinema e vídeo tornaram-se muito mais poderosos e mais disponíveis. Provavelmente o programa mais utilizado por designers de animação é o Adobe After Effects, que permite a criação e a modelação de grafismos num período temporal. Um produto relativamente recente no mercado é o Motion, da Apple Inc., que agora faz parte do Final Cut Studio. O Adobe Flash é também usado para animação de interação na web, mas está defasado e foi substituído pelo Animate. Nos dias correntes, há muitas alternativas em aplicações para motion design, algumas gratuitas e profissionais, como o DaVinci Resolve e o OpenToonz, outras ainda em estágio de desenvolvimento, como o editor e compositor de vídeos Olive.
Um designer de animação típico é hoje em dia geralmente uma pessoa formada em design gráfico ou design de comunicação tradicional (por vezes virá também de uma formação voltada para o cinema e a televisão, em geral a arte multimédia) que aprendeu a jogar com os elementos no tempo e no som através de programas voltados para a animação e o audiovisual.
Apesar de já estar presente há décadas, o design de animação enriqueceu-se muito com a evolução tecnológica, tendo seus efeitos visuais, grafismos e tipografia tornado muito elaborados e sofisticados.